# リヴィド
『リヴィド』は、2004年11月25日に発売されたナイトメアのアルバム。

## 収録曲
1. 蛹
(作詞：RUKA 作曲：咲人)
蛹が永い眠りから覚め、蝶へ孵る様な特徴的な1曲。
次曲「Varuna」へと繋がる構成となっている。
2. Varuna
(作詞：YOMI 作曲：咲人)
2004年4月21日発売の3rdシングル。
特別な表記はないが、イントロがなくなっており、
1曲目から途切れなく繋がるため、アルバムver.となっている。
3. 赤触
(作詞：YOMI 作曲：咲人・RUKA)
4. underdog
(作詞：YOMI 作曲：咲人)
5. 東京傷年
(作詞： 作曲：RUKA)
2004年7月22日発売の4thシングル。
6. 砂
(作詞：YOMI 作曲：咲人)
7. 月の光,うつつの夢
(作詞：YOMI 作曲：咲人)
シングル「シアン」のカップリング曲
8. be buried
(作詞：咲人・YOMI 作曲：咲人)
9. ジャイアニズム誤
(作詞：YOMI 作曲：咲人)
ジャイアニズムシリーズ、誤(5)曲目。
4thシングル「東京傷年」にも収録されている。
10. シアン
(作詞： 作曲：RUKA)
2004年10月21日発売の5thシングル曲。「シアン」から「いつかの僕へ」は、綺麗に繋がる構成となっている。
11. Remembrance
(作詞：RUKA 作曲：RUKA・Ni～ya)
12. いつかの僕へ
(作詞： 作曲：RUKA)
13. トラヴェル
(作詞： 作曲：咲人)